# Травести (фильм)
«Травести» — российский фильм Станислава Митина.

## Сюжет
Молодой и талантливый выпускник театральной академии Сергей Маланько (Илья Носков) к удивлению всех знакомых и друзей подписывает контракт с ТЮЗом заштатного городка Таруканска. Острый конфликт с мастером курса стал причиной его внезапного отъезда из Санкт-Петербурга.
Вскоре герой осознаёт, что совершил большую ошибку. В Петербурге его приглашают в престижный театр. Сергей пытается вырваться из сонной атмосферы провинциальной жизни, но главный режиссёр театра Кротов (Сергей Барковский) отказывается отпускать его.
Доброжелатели подсказывают Сергею единственный вариант решения проблемы: необходимо закрутить роман с актрисой Ириной Барышевой (Анна Вартаньян), на которой держится весь репертуар. Опасаясь ухода примы театра, деспотичный режиссёр сам решает избавиться от Маланько, отправив его на все четыре стороны.
Но неожиданно для всех отношения между Сергеем и Ириной перерастают в глубокое чувство. И это не театральная, а истинная любовь, не ограниченная рамками сцены.

## В ролях
| Актёр             | Роль                 |
| ----------------- | -------------------- |
| Илья Носков       | Сергей Маланько      |
| Анна Вартаньян    | Ирина Барышева       |
| Сергей Мигицко    | Савский              |
| Ольга Волкова     | помощник режиссёра   |
| Андрей Ургант     | Рыбаков              |
| Сергей Барковский | Кротов               |
| Андрей Шимко      | Ерофеев              |
| Мария Кузнецова   | секретарь худрука    |
| Марина Яковлева   | ассистент по актёрам |

## Съёмочная группа
- Автор сценария: Игорь Агеев
- Режиссёр: Станислав Митин
- Оператор: Валерий Мюльгаут
- Композитор: Андрей Семёнов